# Diastylopsis thileniusi
Diastylopsis thileniusi är en kräftdjursart som först beskrevs av John Todd Zimmer 1902.  Diastylopsis thileniusi ingår i släktet Diastylopsis och familjen Diastylidae. Inga underarter finns listade i Catalogue of Life.